# Claus del Cel

Les claus creuades a l'escut del Papat simbolitzen les claus que van ser confiades a Simó Pere. Les claus són en or i plata, representant el poder de lligar i deslligar. La tiara representa les tres funcions del Papa, com a pastor suprem, mestre suprem i summe sacerdot. La creu d'or sobre el globus que corona la tiara representa la sobirania de Jesús.

A l'heràldica eclesiàstica, els escuts d'armes papals (els de cadascun dels Papes) i als de la Santa Seu i l'Estat de la Ciutat del Vaticà apareix la imatge d'unes creus creuades que representen les claus metafòriques de l'ofici de Sant Pere, les claus del Cel o del Regne dels Cels que, d'acord amb les creences cristianes, Jesús donà a Simó Pere, donant-li el poder per tancar accions. A l'Evangeli de Mateu (Mt 16:19), Jesús digué a Pere: «Et donaré les claus del Regne del cel; tot allò que lliguis a la terra quedarà lligat al cel, i tot allò que deslliguis a la terra quedarà deslligat al cel.»

Les claus del Celt també apareixen a l'escut d'armes de l'estat de la Ciutat del Vaticà.

## Simbolisme
Les claus del Cel o claus de Sant Pere són un símbol de l'autoritat papal: Heus ací que ell [Pere] rebé les claus del Regne dels Cels, el poder de lligar i deslligar se li ha confiat a ell, la cura de tota l'Església i el seu govern se li ha donat a ell [cura ei totius Ecclesiae et principatus committitur (Epist., lib. V, ep. xx, in P.L., LXXVII, 745)]".
Sant Pere és habitualment descrit a la iconografia catòlica com la de l'Església Ortodoxa amb una clau o amb un manyoc. El disseny general de la basílica de Sant Pere té forma de clau, evocant les claus confiades a Sant Pere.
Els versets bíblics relatius amb Pere i la seva posició d'autoritat són:
- Is 22:20-23: Aquell dia cridaré el meu servent (...) Li posaré damunt l'espatlla la clau del palau de David. Quan ell obri, ningú no tancarà; quan ell tanqui, ningú no obrirà.
- Mt 10:2:  Els noms dels dotze apòstols són aquests: primer, Simó, anomenat Pere
- Mt 16:18-19: Et donaré les claus del Regne del cel; tot allò que lliguis a la terra quedarà lligat al cel, i tot allò que deslliguis a la terra quedarà deslligat al cel.
- Lc 22:32:  Jo he pregat per tu, perquè no defalleixi la teva fe. I tu, quan t'hauràs penedit, enforteix els teus germans
- Jn 21:17: Simó, fill de Joan, m'estimes? (...) Pere (...) li respongué: Senyor, tu ho saps tot; ja ho saps, que t'estimo. Li diu Jesús: Pastura les meves ovelles
- Ac 10:46: Pere es posà dret amb els Onze i alçant la veu digué: (...) escolteu amb atenció les meves paraules
- Gal 1:18: Vaig pujar a Jerusalem per conèixer Cefes

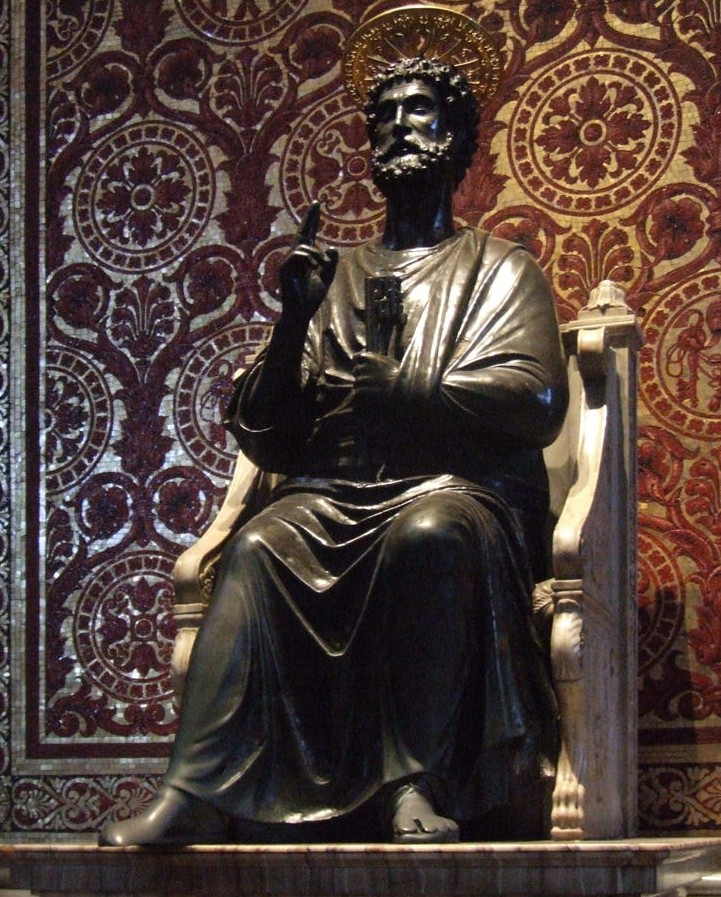
Imatge de Sant Pere a la basílica de Sant Pere, amb les claus a la mà

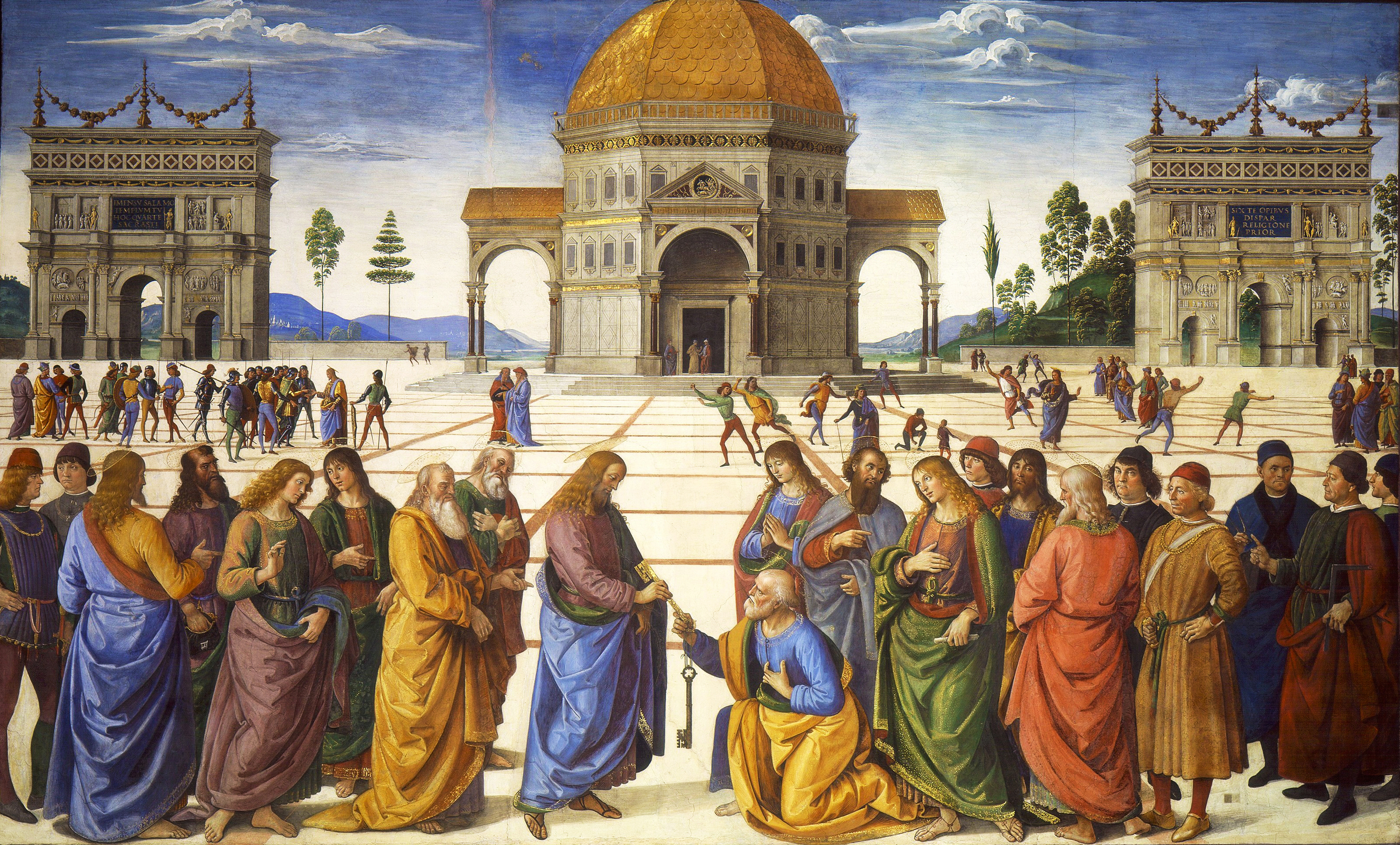
Crist lliurant les claus a Sant Pere, de Pietro Perugino, a la Capella Sixtina.

Els versets associats amb el traspàs de poders de Papa a Papa són:
- Ac 1:20: Que un altre ocupi el seu càrrec.
- Ac 6:6: Els van presentar als apòstols, i aquests, després de pregar, els imposaren les mans
- Ac 8:18: Quan Simó[n. 1] veié que l'Esperit Sant era donat per la imposició de mans dels apòstols, els va oferir diners
- Ac 9:17: Saule, germà, Jesús, el Senyor, el qui se't va aparèixer pel camí quan venies, m'envia perquè recobris la vista i siguis omplert de l'Esperit Sant
- Ac 13:3: Llavors, després d'haver dejunat i pregat, els imposaren les mans i els van acomiadar.
- 1Tim 4:14: No et desentenguis del do que Déu et va concedir en virtut de les paraules profètiques i de la imposició de mans feta pel col·legi dels qui presideixen la comunitat.
- 1Tim 5:22: No vagis massa de pressa a imposar les mans a ningú, perquè et podries fer culpable dels pecats d'un altre, i tu t'has de mantenir net.
- 2Tim 1:6: Procura de revifar el do de Déu que has rebut per la imposició de les meves mans